# Tête à Grosjean
Tête à Grosjean är en bergstopp i Schweiz. Den ligger i distriktet Aigle och kantonen Vaud, i den sydvästra delen av landet, 80 km söder om huvudstaden Bern. Toppen på Tête à Grosjean är 2 606 meter över havet.